# Saison 15 de La France a un incroyable talent
La quinzième saison de La France a un incroyable talent, émission française de divertissement, est diffusée tous les mardis du 20 octobre au 15 décembre 2020 sur M6 de 21 h à 23 h 10. Les vainqueurs sont la famille Lefèvre, de Versailles, qui a convaincu le public par son chant polyphonique.

## Présentateur et jury
Le jury reste inchangé par rapport à la saison 13, et se compose de :
- Éric Antoine, magicien-humoriste ;
- Hélène Ségara, chanteuse ;
- Marianne James, chanteuse et comédienne ;
- Sugar Sammy, humoriste.

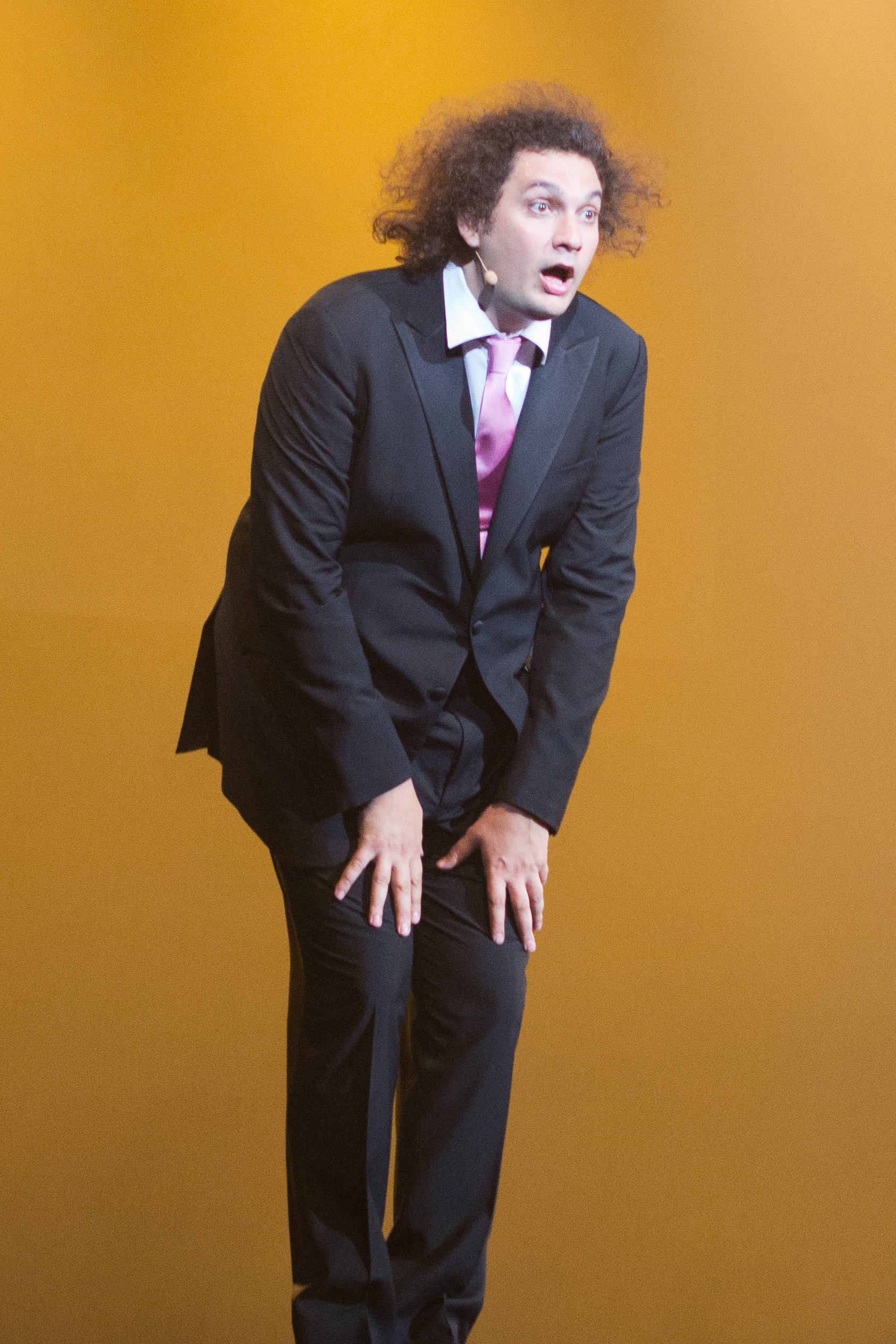
Éric Antoine
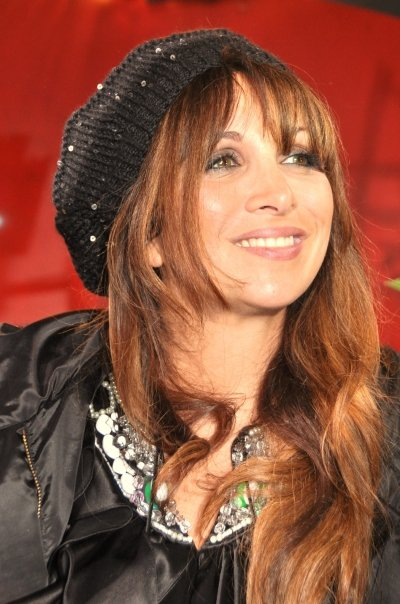
Hélène Ségara
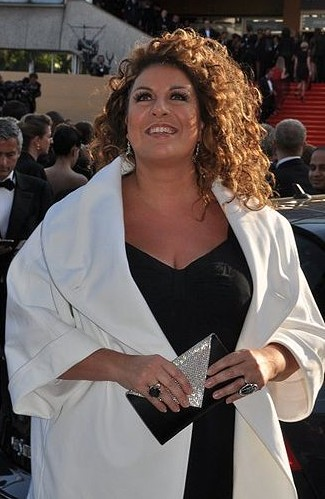
Marianne James
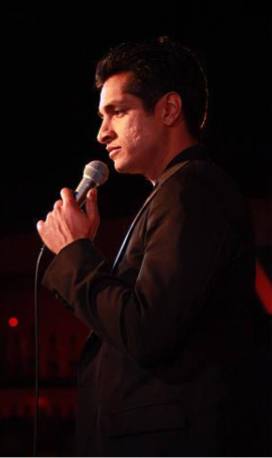
Sugar Sammy

L'émission est présentée pour la 1re fois par Karine Le Marchand.

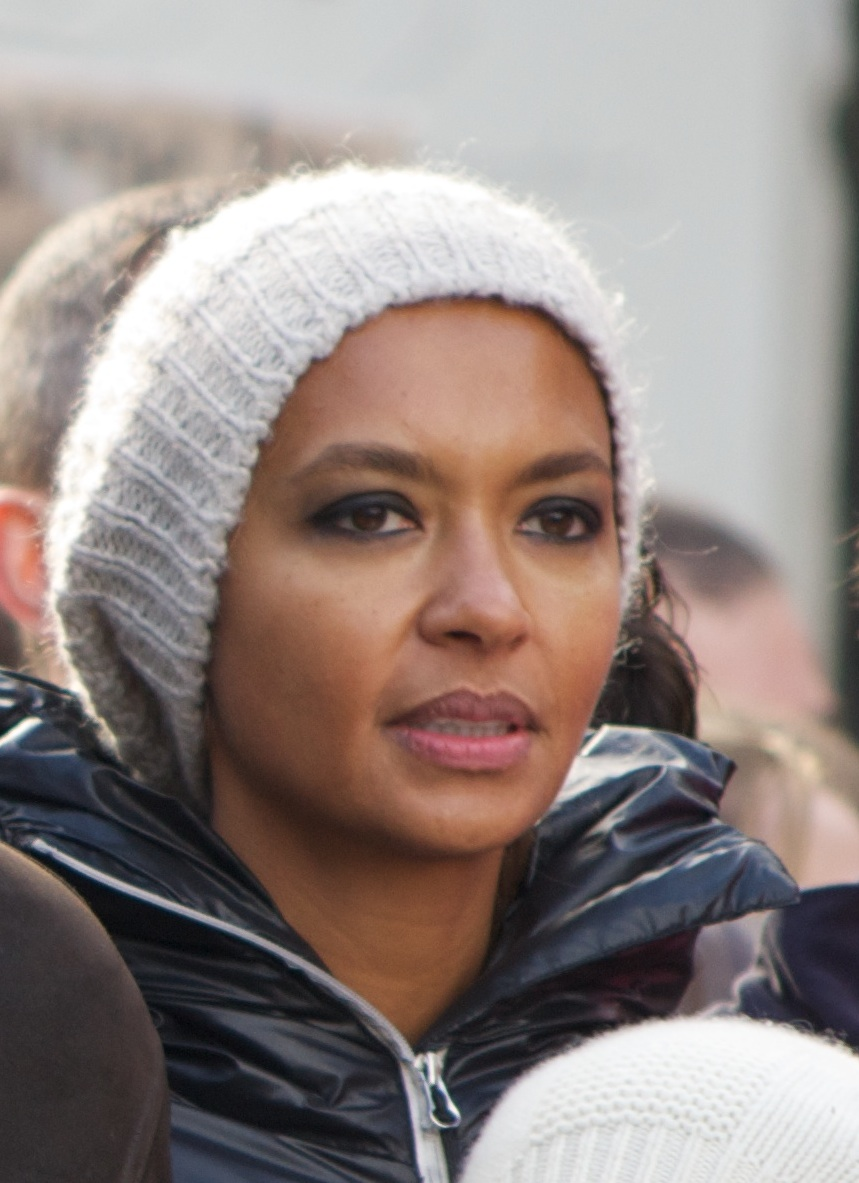
Karine Le Marchand

Lors des demi-finales, un cinquième juge rejoint le jury initial :
- Ahmed Sylla, humoriste et comédien, pour la 1re demi-finale ;
- Issa Doumbia, acteur, humoriste et animateur pour la 2ème demi-finale

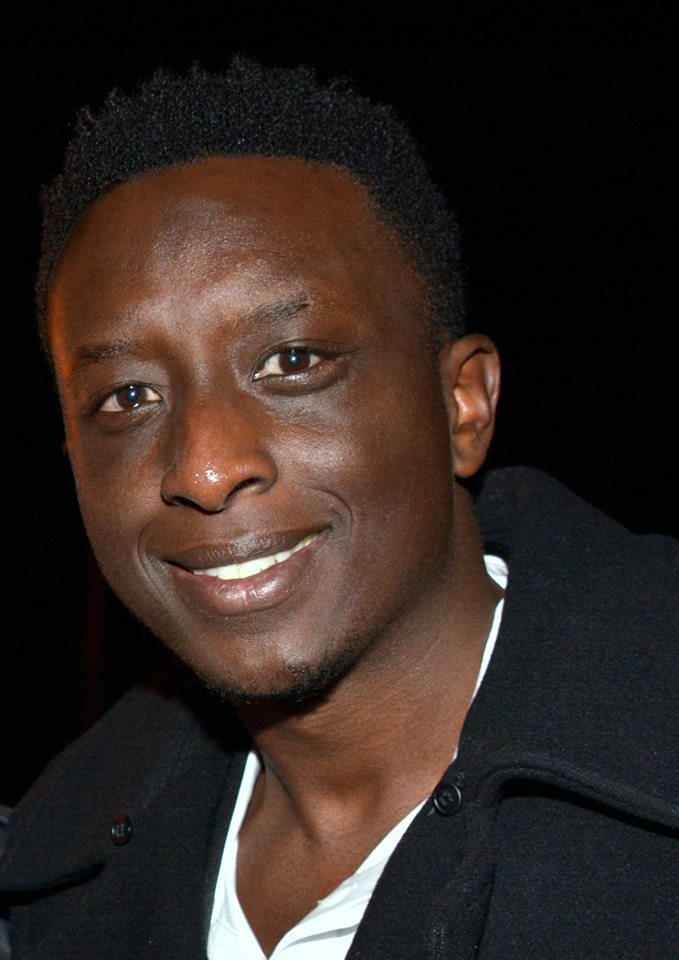
Ahmed Sylla
Issa Doumbia

## Émissions

### Auditions et Qualifications
Le "golden buzzer" mis en place depuis la saison 9, est toujours présent pour cette quinzième saison. Si l'un des jurés ou l'animatrice l'active, il envoie le (ou les) candidat(e) s directement en finale.
| Légende | Golden buzzer (finale) | Buzzer actionné |

#### Émission 1: 20 octobre 2020
| Ordre                             | Nom (âge)                                  | Numéro                            | Buzz et choix du jury | Buzz et choix du jury | Buzz et choix du jury | Buzz et choix du jury | Résultat                                       |
| Ordre                             | Nom (âge)                                  | Numéro                            | Sammy                 | Marianne              | Hélène                | Éric                  | Résultat                                       |
| --------------------------------- | ------------------------------------------ | --------------------------------- | --------------------- | --------------------- | --------------------- | --------------------- | ---------------------------------------------- |
| 1                                 | Les Sancho (de 23 à 29 ans)                | Danse                             |                       |                       |                       |                       | Qualifiés                                      |
| 2                                 | Messoudi Brothers (de 26 à 32 ans)         | Acrobaties                        |                       |                       |                       |                       | Qualifiés                                      |
| 3                                 | Cyril (30 ans)                             | Chant                             | refusé                | refusé                | refusé                | refusé                | Éliminé                                        |
| 4                                 | Iscreampogo (de 18 à 19 ans)               | Saut avec figures aériennes       | refusé                | refusé                | refusé                |                       | Éliminés                                       |
| 5                                 | Mb Bang (43 ans)                           | Danse dans une bulle              | refusé                | refusé                | refusé                |                       | Éliminé                                        |
| 6                                 | BBoy Haiper (29 ans)                       | Breakdance                        |                       |                       |                       |                       | Qualifié                                       |
| 7                                 | Magus Utopia (32 et 37 ans)                | Magie                             |                       |                       |                       |                       | Qualifiés                                      |
| 8                                 | Famille Lefèvre (de 7 à 47 ans) ,          | Chorale                           |                       |                       |                       |                       | Qualifiés                                      |
| 9                                 | Cerisette (non indiqué)                    | Imitation humanoïde / humains     | refusé                | refusé                | refusé                | refusé                | Éliminée                                       |
| 10                                | Tiffany Well (59 ans)                      | Chant et danse                    | refusé                | refusé                | refusé                | refusé                | Éliminée                                       |
| 11                                | Lemonade Dance Company (de 10 à 33 ans)    | Danse                             |                       | accepté               |                       |                       | Qualifiés (Finale) (Golden buzzer de Marianne) |
| 12                                | Académie des petits génies (de 7 à 14 ans) | Calcul mental rapide              |                       |                       |                       |                       | Qualifiés                                      |
| 13                                | Muy Moi Show (33 ans)                      | Fakir / contorsion                |                       |                       |                       |                       | Qualifié                                       |
| 14                                | Filiz (21 ans)                             | Chant                             |                       |                       |                       |                       | Qualifiée                                      |
| 15                                | Marula Eugster (29 ans)                    | Tenségrité / équilibrisme         |                       |                       |                       |                       | Qualifiée                                      |
| Nombre de buzz par membre du jury | Nombre de buzz par membre du jury          | Nombre de buzz par membre du jury | 5 buzz                | 5 buzz                | 5 buzz                | 3 buzz                | 19 buzz / 60                                   |

#### Émission 2: 27 octobre 2020
| Ordre                             | Nom (âge)                         | Numéro                            | Buzz et choix du jury | Buzz et choix du jury | Buzz et choix du jury | Buzz et choix du jury | Résultat                                    |
| Ordre                             | Nom (âge)                         | Numéro                            | Sammy                 | Marianne              | Hélène                | Éric                  | Résultat                                    |
| --------------------------------- | --------------------------------- | --------------------------------- | --------------------- | --------------------- | --------------------- | --------------------- | ------------------------------------------- |
| 1                                 | Sadeck et Neylia (31 et 8 ans)    | Danse                             |                       |                       |                       |                       | Qualifiés                                   |
| 2                                 | Louis Boniface (22 ans)           | Slackline                         |                       |                       |                       |                       | Qualifié                                    |
| 3                                 | Klek Entòs (non indiqué)          | Magie                             |                       |                       |                       |                       | Qualifié                                    |
| 4                                 | Dominique Delorme                 | Danse                             | refusé                |                       | refusé                | refusé                | Éliminé                                     |
| 5                                 | Xavier Garnier (46 ans)           | Massage chinois                   | refusé                | refusé                | refusé                | refusé                | Éliminé                                     |
| 6                                 | David Bartholoméo (43 ans)        | Peinture onirique                 | refusé                | refusé                | refusé                | refusé                | Éliminé                                     |
| 7                                 | Lisa Dann (16 ans)                | Chant                             |                       |                       |                       |                       | Qualifiée                                   |
| 8                                 | Marie-Claire (67 ans)             | Lancer de hâche                   | refusé                |                       |                       |                       | Éliminée                                    |
| 9                                 | Compagnie Colonna (15 à 36 ans)   | Pole Dance                        |                       |                       |                       |                       | Qualifiées                                  |
| 10                                | Mirko Bozzeto (32 ans)            | Chant d'oiseau                    | refusé                | refusé                |                       |                       | Éliminé                                     |
| 11                                | Jack Gomez (24 ans)               | Danse                             | refusé                |                       | refusé                |                       | Éliminé                                     |
| 12                                | Wonsembe (de 21 à 30 ans)         | Danse mêlé à de l'athlétisme      | accepté               |                       |                       |                       | Qualifiés (Finale) (Golden buzzer de Sammy) |
| 13                                | Marion Crampe (37 ans)            | Suspension capillaire             |                       |                       |                       |                       | Qualifiée                                   |
| 14                                | Johnny Rockstar (41 ans)          | Chant                             | refusé                | refusé                | refusé                | refusé                | Éliminé                                     |
| 15                                | Johannes Stötter (42 ans)         | Body painting                     |                       |                       |                       |                       | Qualifié                                    |
| 16                                | NSJ Crew (de 11 à 17 ans)         | Danse                             |                       |                       |                       |                       | Qualifiés                                   |
| 17                                | Ezra (25 ans)                     | Chant                             |                       |                       |                       |                       | Qualifié                                    |
| Nombre de buzz par membre du jury | Nombre de buzz par membre du jury | Nombre de buzz par membre du jury | 7 buzz                | 4 buzz                | 5 buzz                | 4 buzz                | 20 buzz / 68 buzz                           |

#### Émission 3: 3 novembre 2020
| Ordre                             | Nom (âge)                         | Numéro                            | Buzz et choix du jury | Buzz et choix du jury | Buzz et choix du jury | Buzz et choix du jury | Résultatt                                  |
| Ordre                             | Nom (âge)                         | Numéro                            | Sammy                 | Marianne              | Hélène                | Éric                  | Résultatt                                  |
| --------------------------------- | --------------------------------- | --------------------------------- | --------------------- | --------------------- | --------------------- | --------------------- | ------------------------------------------ |
| 1                                 | Barjots Dunkers (de 18 à 31 ans)  | Basket acrobatique                |                       |                       |                       |                       | Qualifiés                                  |
| 2                                 | Mila (14 ans)                     | Danse                             |                       |                       |                       |                       | Qualifiée                                  |
| 3                                 | Lise et Christian (non indiqué)   | Chant                             | refusé                | refusé                | refusé                | refusé                | Éliminés                                   |
| 4                                 | Léa Kyle (24 ans) ,               | Magie                             |                       |                       |                       |                       | Qualifiée                                  |
| 5                                 | Mr Chépair (38 ans)               | Rap                               |                       |                       |                       |                       | Qualifié                                   |
| 6                                 | Tap Company Or (de 12 à 28 ans)   | Danse avec morceaux de claquettes |                       |                       |                       |                       | Qualifiés                                  |
| 7                                 | Lola Rose (50 ans)                | Burlesque                         | refusé                |                       | refusé                | refusé                | Éliminée                                   |
| 8                                 | Mat Ricardo (51 ans)              | Jeu de couteau                    |                       |                       |                       |                       | Qualifié                                   |
| 9                                 | Antony Cesar (18 ans)             | Danse                             |                       |                       | accepté               |                       | Qualifié (Finale) (Golden buzzer d'Hélène) |
| 10                                | Téo Lavabo (28 ans)               | Chant et danse                    | refusé                |                       | refusé                |                       | Qualifié                                   |
| 11                                | Alex Dowis (41 ans)               | Dessin pixel sur écran            |                       |                       |                       |                       | Qualifié                                   |
| 12                                | Lord Scrat (28 ans)               | Air guitar                        | refusé                | refusé                | refusé                |                       | Éliminé                                    |
| 13                                | Corinna (43 ans)                  | Danse théâtre                     | refusé                |                       |                       | refusé                | Éliminée                                   |
| 14                                | Eloïse Lapaille (21 ans)          | Chant                             |                       |                       |                       |                       | Qualifiée                                  |
| 15                                | Mario et Carlos (23 et 26 ans)    | Mât pendulaire                    |                       |                       |                       |                       | Qualifiés                                  |
| 16                                | Slow Périlleux (91 ans)           | Slam                              |                       |                       |                       |                       | Qualifié                                   |
| Nombre de buzz par membre du jury | Nombre de buzz par membre du jury | Nombre de buzz par membre du jury | 5 buzz                | 2 buzz                | 4 buzz                | 3 buzz                | 13 buzz / 64 buzz                          |

#### Émission 4: 10 novembre 2020
| Ordre                             | Nom (âge)                         | Numéro                            | Buzz et choix du jury | Buzz et choix du jury | Buzz et choix du jury | Buzz et choix du jury | Résultat                                  |
| Ordre                             | Nom (âge)                         | Numéro                            | Sammy                 | Marianne              | Hélène                | Éric                  | Résultat                                  |
| --------------------------------- | --------------------------------- | --------------------------------- | --------------------- | --------------------- | --------------------- | --------------------- | ----------------------------------------- |
| 1                                 | Pierre Motal (32 ans)             | Démonstration de "Strong Man"     |                       |                       |                       |                       | Qualifié                                  |
| 2                                 | Fils de Flûte (32 ans)            | Musique avec matériaux recyclés   |                       |                       |                       |                       | Qualifié                                  |
| 3                                 | Gomonov Knife Show (33 et 37 ans) | Lancer de hâche                   |                       |                       |                       |                       | Qualifiés                                 |
| 4                                 | Les Blagues de Marco (62 ans)     | Blagues courtes                   | refusé                | refusé                | refusé                | refusé                | Éliminé                                   |
| 5                                 | Guillermo Leon (31 ans)           | Opéra pour spaghettis             | refusé                |                       |                       |                       | Éliminé                                   |
| 6                                 | Kyra Jean Green (36 ans)          | Danse contemporaine               |                       |                       |                       |                       | Qualifiée                                 |
| 7                                 | Rosi Hochegger (55 ans)           | Dressage équin                    | refusé                |                       |                       |                       | Qualifiée                                 |
| 8                                 | Pierre De Montfort (88 ans)       | Humour                            | refusé                |                       |                       |                       | Qualifié                                  |
| 9                                 | Mandi Orozco (31 ans)             | Danse aérienne                    |                       |                       |                       |                       | Qualifiée                                 |
| 10                                | Yera & Léonilde (20 et 23 ans)    | Piano et danse                    |                       |                       |                       |                       | Qualifiés                                 |
| 11                                | Luan Pommier (20 ans)             | Chant                             |                       |                       |                       | accepté               | Qualifiée (Finale) (Golden buzzer d'Eric) |
| 12                                | Miss Lulu (38 ans)                | Chant                             | refusé                |                       |                       | refusé                | Éliminé                                   |
| 13                                | Tim et Teo (23 et 22 ans)         | Kendama                           | refusé                | refusé                |                       |                       | Éliminés                                  |
| 14                                | Bartigerzz (de 24 à 32 ans)       | ?                                 |                       | refusé                |                       |                       | Éliminées                                 |
| 15                                | Younes (20 ans) ,                 | Danse classique et contemporaine  |                       |                       |                       |                       | Qualifié                                  |
| 16                                | Johnsweet (28 ans)                | Chant                             | refusé                |                       |                       |                       | Éliminé                                   |
| Nombre de buzz par membre du jury | Nombre de buzz par membre du jury | Nombre de buzz par membre du jury | 7 buzz                | 3 buzz                | 1 buzz                | 2 buzz                | 13 buzz / 64 buzz                         |

#### Émission 5: 24 novembre 2020[20]
| Ordre                             | Nom (âge)                            | Numéro                                                                | Buzz et choix du jury | Buzz et choix du jury | Buzz et choix du jury | Buzz et choix du jury | Buzz et choix du jury | Résultat                                     |
| Ordre                             | Nom (âge)                            | Numéro                                                                | Sammy                 | Marianne              | Hélène                | Éric                  | Karine                | Résultat                                     |
| --------------------------------- | ------------------------------------ | --------------------------------------------------------------------- | --------------------- | --------------------- | --------------------- | --------------------- | --------------------- | -------------------------------------------- |
| 1                                 | Claire et Antho (36 et 37 ans)       | Mime et danse                                                         |                       |                       |                       |                       |                       | Qualifiés                                    |
| 2                                 | Julie et Jeanne (16 et 11 ans)       | Danse                                                                 |                       |                       |                       |                       |                       | Qualifiées                                   |
| 3                                 | French Vape Tricker (de 18 à 23 ans) | Figures artistiques avec la vapeur d'eau des cigarettes électroniques |                       |                       |                       |                       |                       | Éliminés                                     |
| 4                                 | Renald Zapata (47 ans)               | Peinture avec une marionnette                                         |                       |                       |                       |                       |                       | Éliminé                                      |
| 5                                 | Akira 100 % (46 ans)                 | Humour                                                                |                       |                       |                       |                       |                       | Qualifié                                     |
| 6                                 | Malik (7 ans)                        | Géographie                                                            |                       |                       |                       |                       |                       | Éliminé                                      |
| 7                                 | Miss Helvetia (49 ans)               | Chant                                                                 | refusé                |                       |                       |                       |                       | Qualifiée                                    |
| 8                                 | Alex & Alex (27 et 30 ans) ,         | Danse contemporaine                                                   |                       |                       |                       |                       | accepté               | Qualifiés (Finale) (Golden buzzer de Karine) |
| 9                                 | Anilka (24 et 25 ans)                | Chant                                                                 |                       |                       |                       |                       |                       | Éliminés                                     |
| 10                                | Juliette Piazza (29 ans)             | Méditation                                                            | refusé                |                       |                       |                       |                       | Éliminée                                     |
| 11                                | Aurélie Brua (48 ans)                | Equilibrisme                                                          |                       |                       |                       |                       |                       | Qualifiée                                    |
| 12                                | Trinxx (de 25 à 27 ans)              | Danse en talon                                                        |                       |                       |                       |                       |                       | Qualifiés                                    |
| 13                                | Alessandro Maida (36 ans)            | ?                                                                     |                       |                       |                       |                       |                       | Qualifié                                     |
| 14                                | Lou (13 ans)                         | Danse                                                                 |                       |                       |                       |                       |                       | Qualifiée                                    |
| 15                                | Sur-Mesure (de 22 à 32 ans)          | Danse                                                                 | refusé                |                       |                       |                       |                       | Éliminés                                     |
| 16                                | Mentalista Foot (26 et 41 ans)       | Football mental                                                       | refusé                | refusé                |                       |                       |                       | Éliminé                                      |
| 17                                | New Gypsies (de 16 à 18 ans)         | Chant                                                                 |                       |                       |                       |                       |                       | Qualifiés                                    |
| 18                                | Nicola Virdis (38 ans)               | Humour                                                                | refusé                |                       |                       |                       |                       | Qualifié                                     |
| Nombre de buzz par membre du jury | Nombre de buzz par membre du jury    | Nombre de buzz par membre du jury                                     | 5 buzz                | 1 buzz                | 0 buzz                | 0 buzz                |                       | 6 buzz / 72 buzz                             |

#### Candidats ayant déjà participé à une version étrangère
| Emission | Nom               | Pays                                               | Résultat                     |
| -------- | ----------------- | -------------------------------------------------- | ---------------------------- |
| 1        | Messoudi Brothers | America's Got Talent (2019)                        | Demi Finale                  |
| 1        | Magus Utopia      | Britain's Got Talent (2018)                        | Demi Finale                  |
| 1        | Muy Moi Show      | America's Got Talent (2020)                        | Judge Cuts                   |
| 1        | Muy Moi Show      | Cesko Slovenko Ma Talent (2019)                    | Auditions                    |
| 1        | Muy Moi Show      | Got Talent Espana (2019)                           | Auditions                    |
| 1        | Marula Eugster    | Italia's Got Talent (2020)                         | Auditions                    |
| 2        | Compagnie Colonna | Italia's Got Talent (2020)                         | ?                            |
| 2        | Johannes Stoetter | Britain's Got Talent (2020)                        | Judge Cuts                   |
| 2        | Johannes Stoetter | Beyond Show (Chine) (2019)                         | ?                            |
| 3        | Mat Ricardo       | America's Got Talent (2019)                        | Judge Cuts                   |
| 3        | Alex Dowis        | America's Got Talent (2019)                        | Semi Finals                  |
| 4        | A Venir           | A Venir                                            | A Venir                      |
| 5        | Rénald Zapata     | America's Got Talent (2018) Das Supertalent (2020) | audition 4 yes audition 4 ya |

### Demi-finales et finale

#### Demi-finalistes et finalistes
| Légende | Vainqueur | Deuxième | Troisième | Top 5 | Finaliste | Golden buzzer (qualifications) | Golden buzzer (demi-finales) |

| Nom                    | Âge           | Genre                      | Numéro                          | Demi-finale | Résultat                                            |
| ---------------------- | ------------- | -------------------------- | ------------------------------- | ----------- | --------------------------------------------------- |
| Famille Lefèvre        | 8 à 48        | Chorale                    | Chorale                         | 2           | Vainqueurs (finalistes choisis par le jury)         |
| Wonsembe               | 21 à 30       | Danse                      | Danse mêlé à de l'athlétisme    |             | Deuxième (golden buzzer (Sammy) qualifications)     |
| Les Sancho             | 23 à 29       | Danse                      | Danse                           | 1           | Troisième (golden buzzer (Ahmed) demi-finales)      |
| Lemonade Dance Company | 10 à 33       | Danse                      | Danse en groupe                 |             | Quatrième (golden buzzer (Marianne) qualifications) |
| Klek Entòs             | (non indiqué) | Magie                      | Magie                           | 1           | Cinquième (choisi par le jury)                      |
| Antony Cesar           | 18            | Sangles aeriennes et danse | Sangles aeriennes et danse      |             | Finaliste (golden buzzer (Hélène) qualifications)   |
| Luan Pommier           | 20            | Chant                      | Chant                           |             | Finaliste (golden buzzer (Éric) qualifications)     |
| Alex & Alex            | 27 et 30      | Danse                      | Danse contemporaine             |             | Finalistes (golden buzzer (Karine) qualifications)  |
| Messoudi Brothers      | 26 à 32       | Acrobatie                  | Acrobatie                       | 1           | Finalistes (choisis par le jury)                    |
| Lisa Dann              | 16            | Chant                      | Chant                           | 1           | Finaliste (choisie par le jury)                     |
| BBoy Haiper            | 29            | Danse                      | Breakdance                      | 2           | Finaliste (golden buzzer (Issa) demi-finales)       |
| Mario et Carlos        | 23 et 26      | Mât pendulaire             | Mât pendulaire                  | 2           | Finalistes (choisis par le jury)                    |
| Magus Utopia           | 32 et 37      | Magie                      | Magie                           | 2           | Finalistes (choisis par le jury)                    |
| Barjots Dunkers        | 18 à 31       | Basket acrobatique         | Basket acrobatique              | 1           | Éliminés                                            |
| Fils de Flûte          | 32            | Musique                    | Musique avec matériaux recyclés | 1           | Éliminé                                             |
| Johannes Stötter       |               | Body painting              | Body painting                   | 1           | Éliminé                                             |
| Louis Boniface         | 22            | Slackline                  | Slackline                       | 1           | Éliminé                                             |
| Mr Chépair             | 38            | Chant                      | Rap                             | 1           | Éliminé                                             |
| Claire et Antho        | 36 et 37      |                            |                                 | 1           | Éliminés                                            |
| Téo Lavabo             | 28            | Chant et danse             | Chant et danse                  | 1           | Éliminé                                             |
| Lou                    | 14            | Danse                      | Danse                           | 1           | Éliminée                                            |
| Slow Périlleux         | 92            | Slam                       | Slam                            | 1           | Éliminé                                             |
| Muy Moi Show           | 33            | Fakir / contorsion         | Fakir / contorsion              | 1           | Éliminé                                             |
| Kyra Jean Green        | 36            | Danse                      | Danse contemporaine             | 1           | Éliminée                                            |
| Léa Kyle               | 24            | Magie                      | Magie                           | 2           | Éliminée                                            |
| Yera & Léonilde        | 20 et 23      | Danse                      | Danse contemporaine             | 2           | Éliminés                                            |
| Pierrot De Montfort    | 88            | Humour                     | Humour                          | 2           | Éliminé                                             |
| Marion Crampe          | 37            | Suspension capillaire      | Suspension capillaire           | 2           | Éliminée                                            |
| Alex Dowis             | 41            | Dessin pixel sur écran     | Dessin pixel sur écran          | 2           | Éliminé                                             |
| Filiz                  | 2             | Chant                      | Chant                           | 2           | Éliminée                                            |
| Sadeck et Neylia       | 31 et 9       | Danse                      | Danse                           | 2           | Éliminés                                            |
| Mandi Orozco           | 31            | Danse aérienne             | Danse aérienne                  | 2           | Éliminés                                            |
| Mila                   | 14            | Danse                      | Danse                           | 2           | Éliminée                                            |
| Nicola Virdis          | 38            | Humour                     | Humour                          | 2           | Éliminé                                             |

#### 1redemi-finale:1erdécembre 2020
Ahmed Sylla est un juge invité mais n'a pas le droit de buzzer sauf pour le golden buzzer.
| Ordre                             | Nom (âge)                          | Numéro                            | Buzz et choix du jury | Buzz et choix du jury | Buzz et choix du jury | Buzz et choix du jury | Buzz et choix du jury | Résultat                                |
| Ordre                             | Nom (âge)                          | Numéro                            | Sammy                 | Marianne              | Ahmed                 | Hélène                | Éric                  | Résultat                                |
| --------------------------------- | ---------------------------------- | --------------------------------- | --------------------- | --------------------- | --------------------- | --------------------- | --------------------- | --------------------------------------- |
| 1                                 | Messoudi Brothers (de 26 à 32 ans) | Acrobaties                        |                       |                       |                       |                       |                       | Qualifiés                               |
| 2                                 | Lisa Dann (16 ans)                 | Chant                             |                       |                       |                       |                       |                       | Qualifiée                               |
| 3                                 | Klek Entòs (non indiqué)           | Magie                             |                       |                       |                       |                       |                       | Qualifié                                |
| 4                                 | Barjots Dunkers (de 18 à 31 ans)   | Basket acrobatique                |                       |                       |                       |                       |                       | Éliminés                                |
| 5                                 | Fils de Flûte (32 ans)             | Musique avec matériaux recyclés   |                       |                       |                       |                       |                       | Éliminé                                 |
| 6                                 | Johannes Stötter                   | Body painting                     |                       |                       |                       |                       |                       | Éliminé                                 |
| 7                                 | Louis Boniface (22 ans)            | Slackline                         |                       |                       |                       |                       |                       | Éliminée                                |
| 8                                 | Les Sancho (de 23 à 29 ans)        | Danse                             |                       |                       | accepté               |                       |                       | Qualifiés (Golden buzzer d'Ahmed Sylla) |
| 9                                 | Mr Chépair (38 ans)                | Rap                               |                       |                       |                       |                       |                       | Éliminé                                 |
| 10                                | Claire et Antho (36 et 37 ans)     |                                   |                       |                       |                       |                       |                       | Éliminés                                |
| 11                                | Téo Lavabo (28 ans)                | Chant et danse                    | refusé                |                       |                       | refusé                |                       | Éliminé                                 |
| 12                                | Lou (14 ans)                       | Danse                             |                       |                       |                       |                       |                       | Éliminée                                |
| 13                                | Slow Périlleux (92 ans)            | Slam                              |                       |                       |                       |                       |                       | Éliminé                                 |
| 14                                | Muy Moi Show (33 ans)              | Fakir / contorsion                |                       |                       |                       |                       |                       | Éliminé                                 |
| 15                                | Kyra Jean Green (36 ans)           | Danse contemporaine               |                       |                       |                       |                       |                       | Éliminée                                |
| Nombre de buzz par membre du jury | Nombre de buzz par membre du jury  | Nombre de buzz par membre du jury | 1 buzz                | 0 buzz                | -                     | 1 buzz                | 0 buzz                | 2 buzz / 60                             |

#### 2edemi-finale: 8 décembre 2020[37]
Issa Doumbia est un juge invité mais n'a pas le droit de buzzer sauf pour le golden buzzer.
| Ordre                             | Nom (âge)                         | Numéro                            | Buzz et choix du jury | Buzz et choix du jury | Buzz et choix du jury | Buzz et choix du jury | Buzz et choix du jury | Résultat                                |
| Ordre                             | Nom (âge)                         | Numéro                            | Sammy                 | Marianne              | Issa                  | Hélène                | Éric                  | Résultat                                |
| --------------------------------- | --------------------------------- | --------------------------------- | --------------------- | --------------------- | --------------------- | --------------------- | --------------------- | --------------------------------------- |
| 1                                 | Léa Kyle (24 ans)                 | Magie                             |                       |                       |                       |                       |                       | Éliminée                                |
| 2                                 | Mario et Carlos (23 et 26 ans)    | Mât pendulaire                    |                       |                       |                       |                       |                       | Qualifiés                               |
| 3                                 | Famille Lefèvre (de 8 à 48 ans) , | Chorale                           |                       |                       |                       |                       |                       | Qualifiés                               |
| 4                                 | Yera & Léonilde (20 et 23 ans)    | Danse contemporaine               |                       |                       |                       |                       |                       | Éliminés                                |
| 5                                 | Pierrot De Montfort (88 ans)      | Humour                            | refusé                |                       |                       | refusé                |                       | Éliminé                                 |
| 6                                 | Marion Crampe (37 ans)            | Suspension capillaire             |                       |                       |                       |                       |                       | Éliminée                                |
| 7                                 | Alex Dowis (41 ans)               | Dessin pixel sur écran            |                       |                       |                       |                       |                       | Éliminé                                 |
| 8                                 | BBoy Haiper (29 ans) ,            | Breakdance                        |                       |                       | accepté               |                       |                       | Qualifié (Golden buzzer d'Issa Doumbia) |
| 9                                 | Magus Utopia (32 et 37 ans)       | Magie                             |                       |                       |                       |                       |                       | Qualifiés                               |
| 10                                | Filiz (21 ans)                    | Chant                             |                       |                       |                       |                       |                       | Éliminée                                |
| 11                                | Sadeck et Neylia (31 et 9 ans)    | Danse                             |                       |                       |                       |                       |                       | Éliminés                                |
| 12                                | Mandi Orozco (31 ans)             | Danse aérienne                    |                       |                       |                       |                       |                       | Éliminée                                |
| 13                                | Mila (14 ans)                     | Danse                             |                       |                       |                       |                       |                       | Éliminée                                |
| 14                                | Nicola Virdis (38 ans)            | Humour                            | refusé                |                       |                       | refusé                | refusé                | Éliminé                                 |
| Nombre de buzz par membre du jury | Nombre de buzz par membre du jury | Nombre de buzz par membre du jury | 2 buzz                | 0 buzz                | -                     | 2 buzz                | 1 buzz                | 5 buzz / 56                             |

#### Finale: 15 décembre 2020[48],[49]
Pour cette finale, 13 candidats se sont qualifiés au cours des auditions et des demi-finales :
7 Golden Buzzer : Lemonade Dance Company  (Marianne), Wonsembe  (Sammy), Antony Cesar (Hélène), Luan Pommier  (Éric),  Alex & Alex (Karine), Les Sancho  (Ahmed) et BBoy Haiper (Issa).
6 candidats :   Messoudi Brothers , Lisa Dann, Klek Entòs ,  Mario et Carlos, Famille Lefèvre  et  Magus Utopia.
| Classement | Ordre de passage | Nom (âge)                        | Numéro                       |
| ---------- | ---------------- | -------------------------------- | ---------------------------- |
| 3e         | 1                | Les Sancho (23 à 29)             | Danse                        |
| NC         | 2                | Mario et Carlos (23 et 26)       | Mât pendulaire               |
| 1er        | 3                | Famille Lefèvre (8 à 48)         | Chant                        |
| NC         | 4                | Messoudi Brothers (26 à 32)      | Acrobaties                   |
| 5e         | 5                | Klek Entòs (NC)                  | Magie                        |
| NC         | 6                | Antony Cesar (18)                | Sangles aériennes et danse   |
| NC         | 7                | Luan Pommier (20)                | Chorale                      |
| 4e         | 8                | Lemonade Dance Company (10 à 33) | Danse en groupe              |
| NC         | 9                | Magus Utopia (32 et 37)          | Magie                        |
| NC         | 10               | BBoy Haiper (29)                 | Breakdance                   |
| NC         | 11               | Lisa Dann (16)                   | Chant                        |
| 2e         | 12               | Wonsembe (20 à 30)               | Danse mêlé à de l'athlétisme |
| NC         | 13               | Alex & Alex (27 et 30)           | Danse contemporaine          |

## Audiences
| Épisode | Date de diffusion                         | Audience moyenne          | Audience moyenne | Classement des audiences de la soirée | Références |
| Épisode | Date de diffusion                         | Nombre de téléspectateurs | PDM              | Classement des audiences de la soirée | Références |
| ------- | ----------------------------------------- | ------------------------- | ---------------- | ------------------------------------- | ---------- |
| 1       | Mardi 20 octobre 2020 (audition jour 1)   | 3 602 000                 | 16,2 %           | 2e                                    | [ 57 ]     |
| 2       | Mardi 27 octobre 2020 (audition jour 2)   | 3 420 000                 | 14,5 %           | 2e                                    | [ 58 ]     |
| 3       | Mardi 3 novembre 2020 (audition jour 3)   | 3 308 000                 | 14,1 %           | 3e                                    | [ 59 ]     |
| 4       | Mardi 10 novembre 2020 (audition jour 4)  | 4 194 000                 | 17,1 %           | 2e                                    | [ 60 ]     |
| 5       | Mardi 24 novembre 2020 (audition jour 5)  | 3 460 000                 | 15,1 %           | 2e                                    | [ 61 ]     |
| 6       | Mardi 1er décembre 2020 (1re demi-finale) | 3 370 000                 | 16,1 %           | 2e                                    | [ 62 ]     |
| 7       | Mardi 8 décembre 2020 (2e demi-finale)    | 3 520 000                 | 15,7 %           | 2e                                    | [ 63 ]     |
| 8       | Mardi 15 décembre 2020 (finale)           | 4 030 000                 | 20,3 %           | 1er                                   | [ 64 ]     |

Légende :
- Plus hauts chiffres d'audience
- Plus bas chiffres d'audience